# Nile (együttes)
A Nile egy amerikai death metal együttes. A 90-es évek közepe óta aktív részesei a death metal színtérnek. Különlegességük abban rejlik, hogy már a kezdetek óta minden kiadványuk az ókori egyiptomi és a sumér kultúrán alapszik, kiegészítve a közel-keleti misztika, történelem, vallás és ősi művészet jellemzőivel. Az együttes sokat merít H. P. Lovecraft művészetéből is.

## Pályafutás
Festivals of Atonement (1995) és Ramses Bringer Of War (1997) című EP-k révén már ismert névnek számítottak a death metal undergroundban, de az igazi ismertséget az Amongs The Catacombs Of Nephren-Ka debüt hozta meg számukra. A kettes lemezükkel (Black Seeds Of Vengeance, 2000) tovább növelték ázsiójukat, ezen az anyagon mutatkozott be Dallas Toler-Wade gitáros, aki mai napig az együttes tagja. Dallas nemcsak a zeneírásból veszi ki a részét, de az idő előrehaladtával egyre több szerepet vállalt a vokálokból is, ma már pedig ő tekinthető a frontembernek. 1995 és 1997 közti felvételeket rejtett a 2000-ben megjelent In the Beginning, a következő lemez pedig In Their Darkened Shrines címmel 2002-ben jelent meg. A lemezen Tony Laureano dobolt, aki a műfaj egyik legképzettebb ütőse. A tagcserék azonban továbbra is sújtották a zenekart, hiszen a 2005-ös Annihilation of the Wicked lemezen már a görög származású George Kollias dobolt. Egy válogatáslemez (Legacy of the Catacombs) után jelent meg az Ithyphallic. A 2009-es stúdióalbumuk Those Whom the Gods Detest címen jelent meg a Nuclear Blast égisze alatt 2009 november elején.

## Zene és szövegek
A Nile egyik legfontosabb ismertetőjelét a szövegeik jelentik. Már korábban is volt rá példa, hogy death metal zenekarok kerülik a műfajra jellemző véres, extrém szövegeket, sőt már egyiptomi ihletésű dalok is születtek (Nocturnus), de arra még nem volt példa, hogy valaki a teljes koncepciót az egyiptomi, sumér kultúra ezer titkot rejtő világára építse fel. A piramisokat, fáraókat, egy rég virágzott birodalom atmoszféráját megidéző szövegekért a zenekar vezetője Karl Sanders felel. Mindezt rendkívül brutális és technikás death metal zene kíséri. A debütlemezt a kritika ma már a műfaj egyik legerősebb bemutatkozó lemezeként tartja számon, de a későbbi anyagaik is elismerést váltanak ki a műfaj szerelmeseitől. További védjegy még az extrém hosszú számcímek is. George Kolliast technikai tudása révén a műfaj felsőligájába sorolják a hozzáértők, de ez igaz a Sanders/Wade duóra is. Érdekesség, hogy Sanders az egyetlen death metal gitáros, akivel a nagy nevű gitármagazinokban is találkozni lehet.

## Diszkográfia

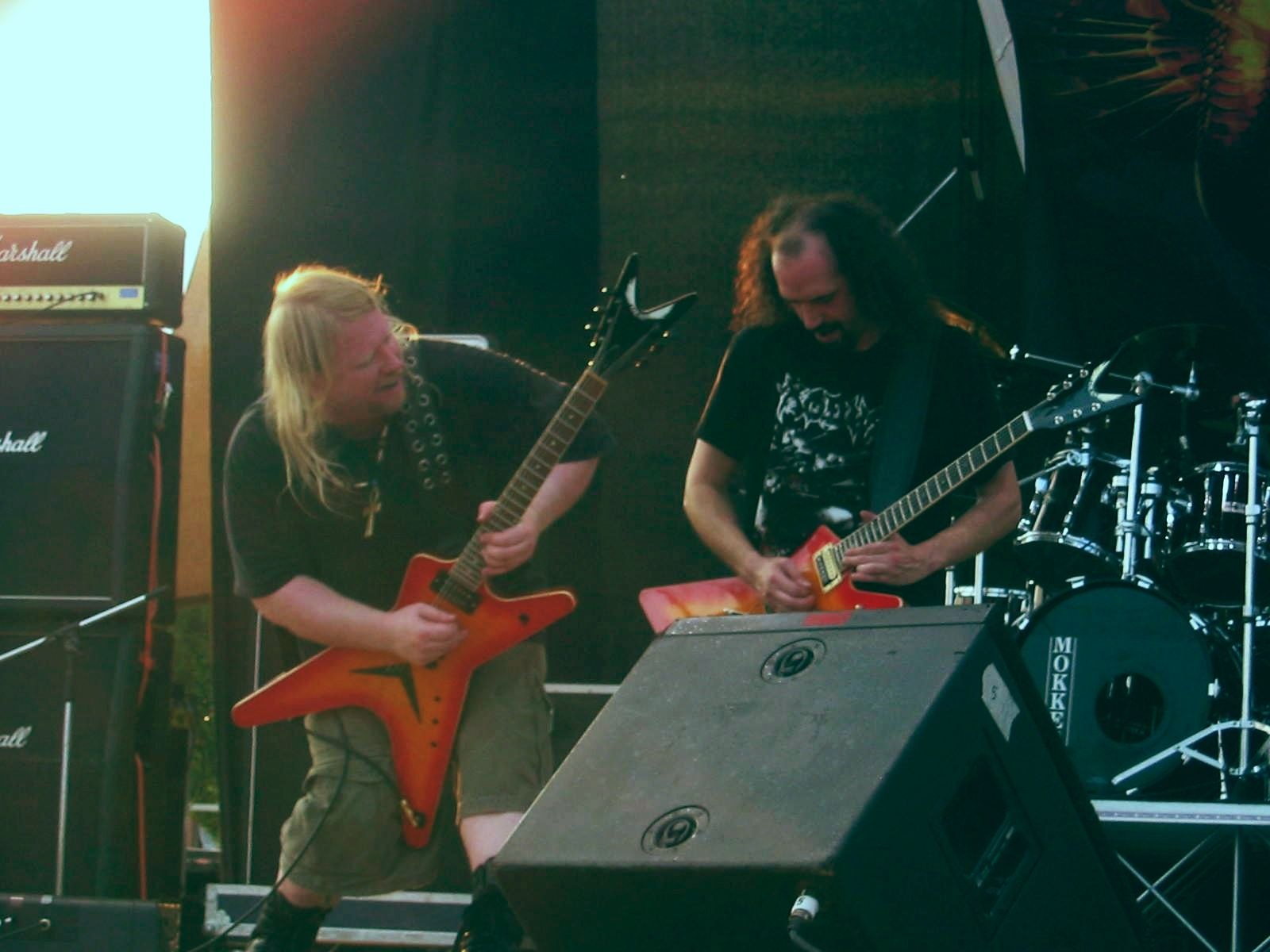
Karl Sanders és Dallas Toler-Wade

| Év   | Cím | Helyezések | Helyezések | Helyezések | Helyezések | Helyezések | Helyezések | Helyezések | Helyezések |
| Év   | Cím | USA        | USA Heat.  | USA Ind.   | Finn       | Francia    | Német      | Svéd       | Angol      |
| ---- | --- | ---------- | ---------- | ---------- | ---------- | ---------- | ---------- | ---------- | ---------- |
| 1998 | Amongst the Catacombs of Nephren-Ka - Megjelenés: 1998. április 28. - Kiadó: Relapse (RR 6983-2) - Formátum: CD, LP | —          | —          | —          | —          | —          | —          | —          | —          |
| 2000 | Black Seeds of Vengeance - Megjelenés: 2000. szeptember 5. - Kiadó: Relapse (RR 6448-2) - Formátum: CD, LP          | —          | —          | —          | —          | —          | —          | —          | —          |
| 2002 | In Their Darkened Shrines - Mrgjelenés: 2002. augusztus 20. - Kiadó: Relapse (RR 6542-2) - Formátum: CD, LP         | —          | —          | —          | —          | —          | —          | —          | 179        |
| 2005 | Annihilation of the Wicked - Megjelenés: 2005. május 23. - Kiadó: Relapse (RR 6630-2) - Formátum: CD, LP            | —          | 12         | 18         | —          | —          | —          | 27         | 186        |
| 2007 | Ithyphallic - Megjelenés: 2007. július 17. - Kiadó: Nuclear Blast (NB 1721-2) - Formátum: CD, LP                    | 162        | 4          | —          | 13         | 113        | 97         | —          | —          |
| 2009 | Those Whom the Gods Detest - Megjelenés: 2009. november 3. - Kiadó: Nuclear Blast - Formátum: CD, LP                | —          | —          | —          | —          | —          | —          | —          | —          |